# Roaming
Der Begriff Roaming (englisch für „umherwandern“, „umherstreifen“, „streunen“) bezeichnet die Fähigkeit eines Mobilfunknetz-Teilnehmers, in einem anderen Netzwerk als seinem Heimnetzwerk selbsttätig Anrufe zu empfangen oder zu tätigen, Daten zu schicken und zu empfangen oder Zugriff auf andere Mobilfunknetzdienste zu haben. Die Bezeichnung ist synonym mit der Handynutzung im Ausland, wo das eigene Heimnetzwerk nicht zur Verfügung steht. Dies funktioniert sowohl im GSM-Standard, wo der Begriff eingeführt wurde, als auch im UMTS- und LTE-Standard. Die Einsatzbereitschaft der Endgeräte außerhalb des eigenen Funknetzes wird durch Authentisierung, Autorisierung und Verrechnungsverfahren (Billing) technisch unterstützt.

## Geschichte
Roaming hat seinen Ursprung in dem Wunsch, durch eine länderübergreifende Standardisierung des digitalen Mobilfunks grenzenlose mobile Kommunikation zu ermöglichen. Diese – in den 1980er Jahren visionäre – Idee ist im sogenannten Memorandium of understanding on the implementation of a pan european 900 MHz digital cellular mobile telecommunications service by 1991 vom 7. September 1987, in den Artikeln 7 und 12, verbindlich festgeschrieben worden.

## Begriffsabgrenzung
Vom Begriff „Roaming“ (auch „Makromobility“) zu unterscheiden sind Handover und Cell Change (auch „Mikromobility“); diese Begriffe bezeichnen den Wechsel der Funkzelle während eines laufenden Gesprächs oder einer laufenden Datenverbindung. Wird hierbei das Netzwerk (PLMN) gewechselt, spricht man von InterPLMN-handover bzw. InterPLMN-cell-change.
Die Nutzung beider Funktionen ermöglicht eine grenzüberschreitende unterbrechungsfreie Bereitstellung der Dienste, wenn beispielsweise Schwesterunternehmen international operierender Mobilfunkunternehmen ihre direkt benachbarten nationalen Netze zusammenschalten.
National Roaming
Der Begriff kommt zur Anwendung, wenn ein Anbieter das Netz eines anderen Anbieters im gleichen Land nutzt. Technisch betrachtet ist dies – abgesehen von der Nachbarschafts-Planung der Funkzellen – das Gleiche wie Roaming zwischen internationalen Partnern. National Roaming ist dabei im Prinzip – genau wie „normales“ Roaming – auch möglich, ohne dass Handover stattfinden, was bei regional begrenzten Netzen (z. B. in Indien oder den USA) sinnvoll ist. Im deutschsprachigen Raum wurde diese Funktion genutzt, als O2 (damals als Viag Interkom) in ländlichen Gebieten ohne eigenes O2-Netz das Netz von T-Mobile nutzte oder als Orange Schweiz in Gebieten, in denen das eigene Netz nicht zur Verfügung stand, bis 2003 das Swisscom-Netz nutzte.
National Roaming wird häufig im Kontext von M2M-Kommunikation eingesetzt, wenn IoT-Endgeräte über M2M-SIM-Karten Zugang zum Mobilfunknetz erhalten. Da in Deutschland kein Netzbetreiber flächendeckendes Mobilfunknetz anbieten kann, nutzen IoT-Geräte SIM-Karten die auch im Inland roamen und damit die Netze aller Mobilfunkbetreiber nutzen dürfen. Klassische Consumer-SIM-Karten wie z. B. im Smartphone dürfen das für gewöhnlich nicht, sondern sind an das Mobilfunknetz des eigenen Netzbetreibers gebunden. M2M-SIM-Karten gibt es bei Netzbetreibern Telekom Deutschland, Vodafone und Telefónica, eigens dafür gegründeten Tochtergesellschaften der Netzbetreiber.
International Roaming
(abgekürzt als IR) wird als Abgrenzung zum „National Roaming“ verwendet und bezeichnet einen Verbindungsaufbau aus einem Mobilfunknetz im Ausland. In Exklaven werden meistens Mobilfunksender des jeweiligen Landes installiert, damit deren Bewohner weder von den Netzbetreibern des umgebenden Staates abhängig sind, noch für Besucher aus dem zugehörigen Land Roaming-Gebühren anfallen.
In Überseegebieten gibt es dagegen meist autarke Mobilfunk-Gesellschaften und durch die Benutzung derer Netze fallen dann auch für Besucher aus dem „Heimatland“ Roaming-Gebühren an.
Outbound Roaming
bezeichnet die Benutzung eines fremden Netzes (Beispiel: Benutzung eines ausländischen Mobilfunknetzes im Urlaub).
Inbound Roaming
bezeichnet die Benutzung des eigenen Netzes durch einen fremden Teilnehmer (Beispiel: ausländischer Mobilfunkteilnehmer zu Besuch).
Bemerkung: Outbound und Inbound hängen immer von der Sicht des jeweiligen Netzbetreibers ab. Ein Teilnehmer von Netz A, der sich im Netz B befindet, ist aus Sicht seines Heimatnetzes A ein Outbound Roamer. Aus Sicht des besuchten Netzes B ist er ein Inbound Roamer.

## Roaming allgemein
Bei Roaming wird unterschieden zwischen „SIM-basiertem Roaming“ und „Username-/Password-basiertem Roaming“, wobei auch das Roaming in Netzwerken mit unterschiedlichen Netzwerkstandards wie z. B. WLAN und GSM unter den technischen Begriff des Roamings fällt. Ausstattung und Funktionalität des Gerätes, wie z. B. SIM-Karten-Fähigkeit, Antennen- und Netzwerkschnittstellen und Energiemanagement, bestimmen die Möglichkeiten des Zugriffs.
Am Beispiel von WLAN-/GSM-Roaming werden folgende Szenarien unterschieden (vgl. GSM Association Permanent Reference Document AA.39):
- SIM-basiertes Roaming: Ein GSM-Benutzer bewegt sich (im Slang: „roamt“) in ein öffentliches WLAN, das von:
  - seinem eigenen GSM-Netzwerkbetreiber betrieben wird oder
  - einem anderen Netzwerkbetreiber betrieben wird und eine entsprechende Übereinkunft („roaming agreement“) mit dem Heimnetzbetreiber besitzt.
- benutzername-/passwortbasiertes Roaming: Ein GSM-Benutzer verbindet sich mit einem öffentlichen WLAN, das von:
  - seinem eigenen GSM-Netzwerkbetreiber betrieben wird oder
  - einem anderen Netzwerkbetreiber betrieben wird und eine entsprechende Übereinkunft mit dem Heimnetzbetreiber besitzt.

Die oben erwähnten Roaming-Szenarien sind bidirektional gedacht, d. h., sie umfassen sowohl das Roaming von einem GSM-Netzwerk in ein WLAN als auch von einem WLAN in ein GSM-Netzwerk. Traditionelles Roaming in Netzwerken gleichen Standards z. B. von einem WLAN in ein WLAN oder GSM-Netzwerk in ein GSM-Netzwerk wurde oben bereits beschrieben und definiert sich ebenfalls durch die Fremdheit des Netzwerkes, basierend auf der Art des Teilnehmer-Eintrages im Heimbenutzerverzeichnis.
Betreffend die möglichen Szenarien zur Autorisierung eines Teilnehmers, wird von den Mobilfunkanbietern häufig angestrebt, dass der Teilnehmer Zugriff auf die gleichen Dienste und Serviceleistungen unabhängig von der Zugriffsart, Netzwerkstandard oder Netzwerk erhält. Andere Szenarien mit einer Differenzierung der freigegebenen Dienste nach Netzwerken oder Netzwerkstandards existieren jedoch auch, z. B. bei Prepaid-Verfahren. Die Zugriffsszenarien können ein weites Spektrum von Diensten umfassen, insbesondere:
- Zugriff auf gemeinsame Intranetdienste;
- Zugriff auf spezifische Dienste des Serviceproviders (sogenannte Operator Walled Garden Services) und
- Zugriff auf das öffentliche Internet.

Der unterbrechungsfreie (nahtlose) Zugriff (englisch seamless access) zu diesen Diensten unabhängig von der Zugriffsart und dem Netzwerkstandard ist eines der Ziele bei der Zusammenführung der unterschiedlichen Netzwerkstandards. Dabei wird auch von Session Continuity (englisch für „beständige Sitzung“ oder „andauernde/dauerhafte Verbindung“) gesprochen.

## Heim- und Fremdnetzwerke
Die „Fremdheit“ des Netzwerkes („visited network“) wird durch die Art des Teilnehmer-Eintrages im Netzwerk definiert. Hat ein Teilnehmer keinen Eintrag im Heimbenutzerverzeichnis des Netzwerkes (z. B. HLR (Home Location Register) bei GSM-Netzen oder lokale Customer Database bei WLANs), müssen die notwendigen Teilnehmerdaten des Teilnehmers z. B. beim Heimnetzwerk des Teilnehmers vom besuchten Netzwerk erst angefordert werden, damit der Teilnehmer authentisiert und eine allfällige Autorisierung zur Benutzung der Netzwerkdienste überprüft werden kann. Der „fremde“ Teilnehmer erhält einen Eintrag in einer Benutzerdatenbank des besuchten Netzwerkes (z. B. Visitor Location Register, VLR) und die autorisierten Netzwerkdienste werden freigegeben. Für den konkreten Vorgang des Roaming ist die Möglichkeit der Zuordnung der Teilnehmerdaten in jedem Fall unabdingbar, damit im entsprechenden Netz Authentifikation, Autorisierung und Billing des Teilnehmers vorgenommen werden können. Der Begriff des Roaming ist damit nicht an einen bestimmten Netzwerkstandard gebunden, sondern an die Art des Teilnehmereintrages im Heimbenutzerverzeichnis des Mobilfunknetzes. Kann ein Teilnehmer im fremden Netzwerk sein persönliches Serviceprofil nutzen, das er auch im Heimatnetzwerk verwendet, spricht man auch von sogenannter Global Service Roaming Capability.

## „E-Roaming“ (Elektroautos)
Der Begriff „Roaming“, im Speziellen auch umgangssprachlich bekannt als „E-Roaming“, ist ein Konzept für das Aufladen von batteriebetriebenen Elektrofahrzeugen an anderen Ladestationen. In der Praxis ermöglicht E-Roaming den Fahrern von Elektrofahrzeugen eine größere Interoperabilität, indem sie über eine gemeinsame Plattform (Anbieter) und ein einziges Netzabonnement oder einen Vertrag Zugang zu öffentlichen Ladestationen eines beliebigen Besitzers/Betreibers von Ladestationen erhalten.
Beispiel: Ein Stromanbieter gibt folgende Preise an:
- Laden an den eigenen Säulen oder im eigenen Ladenetz: z. B. 49 ct/kWh
- Laden bei fremden Betreibern (= E-Roaming): ab 59 ct/kWh bis zu 89 ct/kWh

Es gibt proprietäre (geschlossene) Ladenetzwerke, wie z. B. Tesla Supercharger, und Anbieter, die Ladepunkte durch Verträge und Vereinbarungen gemeinsam nutzen. Im letzteren Fall kann das Elektrofahrzeug zwischen diesen Ladepunkten „hin- und herwandern“ (roamen). Tesla testet (Stand 2024) die Freigabe seiner Supercharger für andere EVs.

## Roaming Agreements
Die rechtlichen Geschäftsbedingungen, die zwischen den Roaming-Partnern für die Verrechnung der bezogenen Leistungen ausgehandelt werden, werden üblicherweise in sog. Roaming-Agreements festgehalten. Die GSM-Association gibt ihren Mitgliedern den Inhalt solcher Roaming-Agreements in groben Zügen standardisiert vor. Roaming-Agreements können zur rechtlichen Umsetzung der Authentifikation, Autorisierung und Billing der netzfremden Teilnehmer typischerweise auch Verfahren zur Einhaltung minimaler Sicherheitsstandards umfassen, wie z. B. Location Update Verfahren oder finanzielle Absicherungs- und Garantieverfahren.

## Realisierung

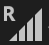
Roaming-Symbol unter Android

Aus Sicht der beteiligten Netzwerke ist Roaming ein vermittlungstechnisches Leistungsmerkmal. Hauptfunktionalität ist der Zugriff der Mobilfunkvermittlungssysteme des besuchten Netzes auf eine Heimnetzbenutzerdatenbank, wie z. B. ein Teilnehmerregister (HLR) des Heimatnetzes des Kunden. So wird überprüft, ob der betreffende Teilnehmer nicht gesperrt ist und die notwendige Autorisierung zur Benutzung der Dienste besitzt (im Allgemeinen oder für Roaming im Besonderen).
Bei Prepaidkarten kann Roaming je nach Karte entweder nicht möglich sein (d. h., die Karte funktioniert im Ausland überhaupt nicht), eingeschränkt möglich sein (z. B. ankommende Rufe werden in das fremde Netz weitergeleitet, und SMS können wie gewohnt gesendet und empfangen werden) oder ohne Einschränkung möglich sein, bzw. abgehende Telefonate sind nur im Call-Back-Verfahren möglich, bei dem der Nutzer über einen USSD-Code einen Rückruf über seinen Heimnetzbetreiber anfordert und dieser die Verbindung zum gewünschten Gesprächspartner herstellt. Seit Einsatz dieses Verfahrens hat sich die Anzahl der Länder, in denen Nutzer von Prepaid-Karten aktiv telefonieren können, vervielfacht.
Der Transfer der Roamingdaten wird von sog. Clearing-Häusern realisiert, deren Aufgabe die weltweite Übermittlung von Telefoniedaten der verschiedenen Netzanbieter ist. Zusätzlich zur reinen Übermittlung dieser Daten werden auch Dienste wie Datenkonsistenz-Überprüfungen, Tarifüberprüfung und Rechnungsabwicklung von den Clearing-Häusern übernommen. Es existieren weltweit nur einige wenige Netzanbieter, die diese Aufgaben noch selbst übernehmen.
Befindet sich ein Mobiltelefon im Roaming, wurde dies früher üblicherweise durch ein Dreieck nach oben (▲) in der Statusleiste des Telefons dargestellt. Moderne Android-Smartphones ergänzen stattdessen die Signalbalken um ein „R“ (siehe Bild) oder zeigen zusätzlich das Registered-Trade-Mark-Symbol (®) an.  Unabhängig vom Endgerät erhält der Kunde nach der Einbuchung in ein ausländisches Netz eine oder zwei kostenlose SMS mit den Kosten für passives Roaming, aktives Roaming ins Heimatland und das mobile Internet.

## Roaminggebühren in der EU und im EWR
| EU-Mitgliedstaaten                                                                     |                                                                                |                                                                                |
| Belgien Bulgarien Dänemark Deutschland Estland Finnland Frankreich Griechenland Irland | Italien Kroatien Lettland Litauen Luxemburg Malta Niederlande Österreich Polen | Portugal Rumänien Schweden Slowakei Slowenien Spanien Tschechien Ungarn Zypern |
| EFTA-Mitgliedstaaten ohne die Schweiz                                                  |                                                                                |                                                                                |
| Island                                                                                 | Liechtenstein                                                                  | Norwegen                                                                       |

Staaten, in denen die Roaming-Verordnung zum Einsatz kommt:

Die Roaminggebühren europäischer Mobilfunkanbieter waren wiederholt als zu hoch kritisiert worden, u. a. von der damals für Telekommunikation zuständigen EU-Kommissarin Viviane Reding. Im März 2007 wurde schließlich von der Kommission eine Höchstgrenze für die Roaminggebühren im EU/EWR-Raum beschlossen; am 7. Juni 2007 stimmte der EU-Ministerrat der Verordnung zu.
- Im ersten Schritt wurden die Gebühren für abgehende Anrufe im EU-Ausland auf maximal 49 Cent pro Minute und für ankommende Gespräche auf maximal 24 Cent pro Minute festgelegt, jeweils zuzüglich der jeweiligen Mehrwertsteuer.
- Ab 30. August 2008 galt die gesenkte Preisobergrenze von 46 Cent für abgehende und 22 Cent für ankommende Gespräche, jeweils zuzüglich der jeweiligen Mehrwertsteuer.
- Am 1. Juli 2011 trat eine erneute Senkung der Preisobergrenzen in Kraft – 35 Cent für aktive und 11 Cent für passive Gespräche zzgl. MwSt.; zudem wurde eine Obergrenze für SMS in Höhe von 11 Cent zzgl. MwSt. eingeführt.
- Außerdem müssen die Mobilfunkbetreiber seit 1. Juli 2009 für passive Roaminggespräche sekundengenau abrechnen. Für aktive Gespräche ist eine Mindestabrechnungsdauer von 30 Sekunden zulässig. Aktive Gespräche, die länger als 30 Sekunden dauern, müssen also stets sekundengenau abgerechnet werden.[9][10]
- Die Preisobergrenzen wurden in der Folge bis 2014 jährlich jeweils am 1. Juli weiter gesenkt. Aktive Gespräche kosteten seit dem 1. Juli 2014 maximal 19 ct/min, passive 5 ct/min, SMS 6 ct, und Datentransfer maximal 20 ct/MB (alle Preise jeweils zzgl. MwSt.).[11] Damit war für die meisten deutschen Kunden das Verschicken einer SMS nach Deutschland im Ausland günstiger als im Inland, wo 9-Cent-Einheitstarife (inkl. MwSt.) verbreitet sind. Bei einer SMS an ausländische Empfänger war der Unterschied noch größer.

Das Europäische Parlament hatte sich schließlich im April 2014 dafür ausgesprochen, bis zum 15. Dezember 2015 EU-weit alle Roaminggebühren zu verbieten. Der Rat unter Führung der lettischen Präsidentschaft bezog dagegen den Standpunkt, die Roaminggebühren zunächst auf niedrigem Niveau beizubehalten. Es wurden Vermutungen des lettischen Eigennutzes laut, da lettische Mobilfunkfirmen durch Roaming besonders hohe Gewinne erzielen.
Seit 1. Juli 2010 gilt EU-weit die Regel, die Kosten für die Nutzung von mobilem Internet im EU-Ausland auf maximal 800 Euro pro GB (zzgl. MwSt.) zu beschränken. Da lokaler Datenzugriff bereits für einen Euro pro GB erhältlich ist, gibt es neben Warnungen an Bürger auch im Gesetz die Anforderung, dass ein Benutzer benachrichtigt werden muss, sollte er zu 80 % an die Kostenobergrenze von 50 Euro (zzgl. MwSt.) pro Monat herankommen. Wenn vom Nutzer nicht anders verlangt, wird die Internetverbindung nach Erreichen der Kostenobergrenze unterbrochen. Die Aufhebung der Sperre kann wahlweise und je nach Anbieter über die Kundenhotline, online, per SMS oder über spezielle USSD-Tastencodes erfolgen.
Seit Dezember 2012 gelten die EU-Roaming-Regeln auch im EWR (Liechtenstein, Norwegen und Island).
Am 1. Juli 2021 schlossen die sechs Staaten des Westbalkans, Albanien, Bosnien und Herzegowina, Kosovo, Montenegro, Nordmazedonien und Serbien untereinander ein vergleichbares Abkommen. Für die Zukunft ist geplant, dass Kunden des Westbalkan- und des EWR-Abkommens im jeweils anderen von günstigeren Tarifen profitieren.
Die Präsidentin der EU-Kommission Ursula von der Leyen schlug am 4. Juli 2025 beim Gipfeltreffen zwischen Vertretern der Europäischen Union und der Republik Moldau vor, Moldau zum 1. Januar 2026 in das EU-Roaming-Gebiet zu integrieren.

### Aktuelle Situation
Seit dem 15. Juni 2017 dürfen Netzbetreiber aus der EU bzw. dem EWR ihren Kunden für die Mobilfunknutzung im EU/EWR-Raum keine Roaming-Zuschläge mehr in Rechnung stellen (Prinzip des „Roam like at home“), solange eine Fair-Use-Grenze (siehe nachstehend) nicht überschritten wird. Weder für das (aktive und passive) Telefonieren oder das Verschicken und Empfangen von SMS noch für Datentransfer (E-Mail, Surfen im Internet) im EU/EWR-Ausland dürfen zusätzliche Entgelte berechnet werden. Grundsätzlich muss der Kunde für die Mobilfunk-Nutzung beim Roamen nur so viel bezahlen, wie er auch im Heimatland für die gleiche Nutzung bezahlen müsste; sollte im Tarifplan des Kunden ein Kontingent von Inklusiv-Minuten, -SMS oder -Datentransfer enthalten sein, werden Gespräche, SMS und Datentransfer beim Roamen auf dieses Kontingent angerechnet. Da mit den Roaminggebühren auch die Obergrenze für den Gesamtpreis pro Einheit fiel, stieg für die meisten deutschen Kunden ohne Inklusivkontingent der Preis pro SMS.
Beim Roamen gilt der gesamte EU/EWR-Bereich als Inland und wird zu den Inlandstarifen des Heimatnetz-Betreibers abgerechnet. Wer also in seinem Heimatnetz-Tarif mit dem Grundpreis ein (beschränktes oder unbeschränktes) Minuten-Kontingent für Inlandsgespräche erwirbt, kann im Roamingfall ohne zusätzliche Kosten mit seinem Minuten-Kontingent aus der gesamten EU/EWR-Roamingzone in die gesamte EU/EWR-Roamingzone telefonieren, also ohne Zusatzkosten nationale Gespräche im Aufenthaltsland und Auslandsgespräche in andere EU/EWR-Roaming-Länder führen.
Zu beachten ist, dass Auslandsgespräche aus dem Heimatnetz (hierzu zählt auch die Nutzung von Wi-Fi Calling unabhängig vom Aufenthaltsort), sogenannte Internationale Verbindungen, kein Roaming sind, weshalb diese Gespräche von dieser EU-Regelung nicht umfasst sind. Dies führt dazu, dass etwa ein Kunde eines deutschen Netzbetreibers für ein in Deutschland geführtes Auslandsgespräch nach Österreich den üblichen Auslandstarif bezahlen muss, während für den gleichen Anschlussinhaber ein Gespräch aus Österreich (also in einer Roaming-Situation) nach Deutschland wie ein deutsches Inlandsgespräch behandelt werden muss und nichts kosten darf, solange noch ein Inlands-Minutenkontingent zur Verfügung steht. Auch nationale Gespräche in Österreich und Auslandsgespräche von Österreich in andere Länder der EU/EWR-Roamingzone dürfen für einen deutschen Anschlussinhaber nicht mehr kosten als deutsche Inlandsgespräche. Dadurch zahlt man in aller Regel bei EU/EWR-internen Auslandsgesprächen deutlich weniger, während man sich im Ausland aufhält. Preise für Verbindungen vom Heimatnetz ins EWR-Ausland werden jedoch für Verbraucher seit dem 15. Mai 2019 ebenfalls reguliert. Der Preis beträgt maximal 19 Cent pro Gesprächsminute und 6 Cent pro SMS (jeweils netto), sofern nicht ausdrücklich ein Sondertarif vereinbart wurde.
Fair-Use-Regelung
Auf Betreiben der Mobilfunkanbieter dürfen dem Anschlussinhaber weiterhin Roaming-Zuschläge für Anrufe, SMS und Datenverbrauch in Rechnung gestellt werden, sobald eine Fair-Use-Grenze für die Nutzung des Mobilgeräts im Ausland überschritten wird. Mit dieser Bestimmung soll die dauerhafte Nutzung eines günstigeren ausländischen Tarifs im Wohnsitzland unterbunden werden.
In einem ersten Entwurf dazu hatte die EU-Kommission Anfang September 2016 eine Grenze für die zuschlagfreie Nutzung von Mobilfunkanschlüssen im Ausland von 90 Tagen im Jahr vorgesehen. Nach massiver Kritik von Verbraucherschützern und sämtlichen Fraktionen im EU-Parlament wurde der Vorschlag nach vier Tagen wieder zurückgezogen und ein überarbeiteter Vorschlag angekündigt.
Die neue Fair-Use-Regelung wurde am 1. Februar 2017 vorgestellt und mit dem Inkrafttreten der neuen Roaming-Regeln am 15. Juni 2017 wirksam. Danach dürfen die Dienstleister, sollte der Anschlussinhaber die von ihnen definierte Fair-Use-Grenze überschreiten, trotzdem Roaming-Zuschläge berechnen; die zusätzlichen Entgelte dürfen aber nicht höher sein als die von der EU festgelegten Obergrenzen der Vorleistungsebene, also der Preise, die sich die Netzbetreiber untereinander in Rechnung stellen (siehe Tabelle unten). Nutzer von unbegrenzten oder sehr großen Datentarifen haben mindestens doppelt so viel Roaming-Datenvolumen, wie der Anbieter von ihrem Netto-Monatspreis auf Vorleistungsebene kaufen könnte.
Zusätzliche Hinweise zum Geltungsbereich
Die EU-Roamingverordnung gilt:
- in Frankreich inkl. der Überseegebiete, die (mindestens assoziierter) Teil der EU sind (Französisch-Guayana, Guadeloupe, Martinique, Mayotte, Réunion, Saint-Martin)
- in Portugal inkl. Madeira und der Azoren
- in Spanien inkl. Kanarische Inseln und Hoheitsplätze in Nordafrika

Die EU-Roamingverordnung gilt nicht:
- in Andorra (außer bei Benutzung eines spanischen oder französischen Mobilfunknetzes)
- auf den Färöer-Inseln, die zwar zu Dänemark gehören, aber kein Teil der EU sind
- auf den französischen Gebietskörperschaften Saint-Barthélemy[29] und Saint-Pierre und Miquelon
- in Monaco (außer bei Benutzung eines französischen Mobilfunknetzes)
- auf Sint Maarten, dem niederländischen Teil der Insel St. Martin
- in San Marino (außer bei Benutzung eines italienischen Mobilfunknetzes)
- in der Schweiz
- in Vatikanstadt (da der Vatikan kein eigenes Mobilfunknetz besitzt, und somit immer auf italienische Mobilfunknetze zurückgegriffen werden muss, ist diese Ausnahme momentan rein theoretischer Natur)
- auf Schiffen und in Flugzeugen. Die Verordnung umfasst nur landgestützte Mobilfunkverbindungen. Auf Schiffen und in Flugzeugen, die ihren Passagieren an Bord eine satellitengestützte Mobilfunkverbindung zur Verfügung stellen, gilt die Verordnung selbst dann nicht, wenn die Verkehrsmittel in einem EU/EWR-Staat registriert sind, sich in EU/EWR-Gewässern bzw. im EU/EWR-Luftraum befinden und Ausgangs- und Endpunkt der Fahrt bzw. des Fluges in der EU/dem EWR liegen.

Der gesetzliche Geltungsbereich wird von den Anbietern teils freiwillig erweitert. Beispiele:
- Vereinigtes Königreich auch nach dem Brexit bei allen deutschen Netzbetreibern[30]
- Schweiz bei der Deutschen Telekom (außer bei der Option Weltweit)[31]
- Ukraine nach dem russischen Überfall 2022 (oft mit kostenlosen Gesprächen in die Ukraine unabhängig vom Tarif, Inklusivkontingent und auch vom Festnetz)[32]

| Jahr jeweils ab Juli/Aug.                           | 2007                                               | 2008                                               | 2009                                               | 2010                                               | 2011                                               | 2012                                               | 2013                                               | 2014                                               | ab 30. April 2016                                  | ab 15. Juni 2017                                   |
| Preisobergrenzen fürs Telefonieren (Sprachroaming)  | Preisobergrenzen fürs Telefonieren (Sprachroaming) | Preisobergrenzen fürs Telefonieren (Sprachroaming) | Preisobergrenzen fürs Telefonieren (Sprachroaming) | Preisobergrenzen fürs Telefonieren (Sprachroaming) | Preisobergrenzen fürs Telefonieren (Sprachroaming) | Preisobergrenzen fürs Telefonieren (Sprachroaming) | Preisobergrenzen fürs Telefonieren (Sprachroaming) | Preisobergrenzen fürs Telefonieren (Sprachroaming) | Preisobergrenzen fürs Telefonieren (Sprachroaming) | Preisobergrenzen fürs Telefonieren (Sprachroaming) |
| --------------------------------------------------- | -------------------------------------------------- | -------------------------------------------------- | -------------------------------------------------- | -------------------------------------------------- | -------------------------------------------------- | -------------------------------------------------- | -------------------------------------------------- | -------------------------------------------------- | -------------------------------------------------- | -------------------------------------------------- |
| aktiv, für abgehende Anrufe (pro Min.)              | 0,49                                               | 0,46                                               | 0,43                                               | 0,39                                               | 0,35                                               | 0,29                                               | 0,24                                               | 0,19                                               | Inlandspreis plus 0,05 / max. 0,19                 | Inlandspreis                                       |
| passiv, für ankommende Anrufe (pro Min.)            | 0,24                                               | 0,22                                               | 0,19                                               | 0,15                                               | 0,11                                               | 0,08                                               | 0,07                                               | 0,05                                               | 0,0114                                             | kostenfrei                                         |
| Preisobergrenze für den Kurzmitteilungsdienst SMS   |                                                    |                                                    |                                                    |                                                    |                                                    |                                                    |                                                    |                                                    |                                                    |                                                    |
| Absenden einer SMS                                  | –                                                  | –                                                  | 0,11                                               | 0,11                                               | 0,11                                               | 0,09                                               | 0,08                                               | 0,06                                               | Inlandspreis plus 0,02 / max. 0,06                 | Inlandspreis                                       |
| Preisobergrenze für Mobiles Internet (Datenroaming) |                                                    |                                                    |                                                    |                                                    |                                                    |                                                    |                                                    |                                                    |                                                    |                                                    |
| Datenmenge von 1 Megabyte (MB)                      | –                                                  | –                                                  | –                                                  | –                                                  | –                                                  | 0,70                                               | 0,45                                               | 0,20                                               | Inlandspreis plus 0,05 / max. 0,20                 | Inlandspreis                                       |

| ab                             | 15.06.2017 | 01.01.2018 | 01.01.2019 | 01.01.2020 | 01.01.2021 | 01.01.2022 | 01.07.2022 | 01.01.2023 | 01.01.2024 | 01.01.2025 | 01.01.2026 | 01.01.2027 bis 30.06.2032 |
| ------------------------------ | ---------- | ---------- | ---------- | ---------- | ---------- | ---------- | ---------- | ---------- | ---------- | ---------- | ---------- | ------------------------- |
| Abgehende Anrufe (pro Min.)    | 0,032      | 0,032      | 0,032      | 0,032      | 0,032      | 0,032      | 0,022      | 0,022      | 0,022      | 0,019      | 0,019      | 0,019                     |
| SMS                            | 0,01       | 0,01       | 0,01       | 0,01       | 0,01       | 0,01       | 0,004      | 0,004      | 0,004      | 0,003      | 0,003      | 0,003                     |
| Datenmenge von 1 Gigabyte (GB) | 7,70       | 6,00       | 4,50       | 3,50       | 3,00       | 2,50       | 2,00       | 1,80       | 1,55       | 1,30       | 1,10       | 1,00                      |

## Geisterroaming
LTE-Geräte und -Netze tauschen mitunter auch Daten aus, wenn der Nutzer Roaming deaktiviert hat. Dabei kommt es nur zu einem Austausch geringer Datenmengen, doch bei oftmaligem Annähern an LTE-Netze außerhalb der EU, etwa der Schweiz, kann es zu in Summe bedeutenden Kosten kommen. Auf Einsprüche gegen die durch dieses „Geisterroaming“ verrechneten Zusatzkosten reagieren Netzbetreiber in Österreich sehr unterschiedlich, berichteten Konsumentenschützer im August 2018.

## Belege
1. ↑  GSM Association Permanent Reference Document AA. 39.
2. ↑  gsmhistory.com (PDF; 4,7 MB) Abgerufen am 3. Januar 2021.
3. ↑  Orange setzt ganz auf eigenes Netz (Memento vom 15. Juli 2014 im Internet Archive), orange.ch, abgerufen am 8. Juni 2014.
4. ↑  Mobilfunk-Monitoring. Abgerufen am 24. August 2023.
5. ↑  z. B. m2m-mobil (Drillisch) oder 1nce (Telekom) als auch unabhängigen Resellern wie Wireless Logic, EMnify oder wherever SIM
6. ↑  E-Auto mit Roaming aufladen: Was ist das? EnBW, abgerufen am 19. November 2024.
7. ↑  There’s a Queue Coming for Tesla Charging, and That’s OK – IEEE Spectrum. IEEE, abgerufen am 17. April 2024 (englisch).
8. ↑  Supercharger für andere Elektrofahrzeuge. Tesla, abgerufen am 19. November 2024.
9. ↑  Verordnung (EG) Nr. 544/2009 des europäischen Parlamentes und des Rates, abgerufen am 8. Januar 2017
10. ↑  Marc Kessler: Daten-Roaming: Neue EU-Roaming-Verordnung bietet Schlupfloch. In: teltarif.de. 2. August 2012, abgerufen am 8. Januar 2017.
11. ↑  European Commission – Digital Agenda for Europe
12. ↑  tagesschau.de, 3. April 2014
13. ↑  reuters.com, 24. Februar 2014
14. ↑  Pressemitteilung: Tarife für Mobilfunkgespräche im EU-Ausland zum 1. Juli 2010 erneut abgesenkt. (PDF) Bundesnetzagentur, 30. Juni 2010.
15. ↑  relevant.at: Rübig sieht Tarif-„Schockwelle“ bei Daten-Roaming (Memento vom 11. Januar 2012 im Internet Archive)
16. ↑  Roaming innerhalb der EU: Alle Informationen auf einen Blick. In: allnetflats-in-deutschland.de. 15. Dezember 2015, abgerufen am 8. Januar 2017.
17. ↑  efta.int (PDF; 683 kB)
18. ↑  Keine Roaming-Gebühren mehr auf dem Westbalkan. In: ec.europa.eu. 1. Juli 2021, archiviert vom Original (nicht mehr online verfügbar); abgerufen am 2. Juli 2021.
19. ↑  Roaming in der EU. Offizielle Website der Europäischen Union, abgerufen am 16. Juni 2017.
20. ↑  EU: Roaming-Gebühren in Europa sind ab 15. Juni Geschichte. In: Die Zeit. 1. Februar 2017, ISSN 0044-2070 (zeit.de [abgerufen am 27. April 2017]).
21. ↑  Florian Krockert: Achtung: Kostenfalle mit WiFi Calling im Roaming. In: teltarif.de. Abgerufen am 8. Januar 2017.
22. ↑  Bundesnetzagentur – FAQ zu RLAH. Abgerufen am 9. Januar 2018.
23. ↑  Verordnung (EU) 2018/1971, Artikel 5a
24. ↑  Das Hin und Her der EU beim Roaming. In: tagesschau.de. 9. September 2016, abgerufen am 8. Januar 2017.
25. ↑  Christian Lanzerath: Roaming in EU fällt weg: Fair-Use-Policy und Handyverträge checken. In: Welt Online. 7. Juni 2017, abgerufen am 8. August 2017.
26. ↑  Bundesnetzagentur: Aktuelle Roaming-Regelungen in der Europäischen Union. 21. April 2017, abgerufen am 30. Mai 2017.
27. 1 2  Abschaffung der Roamingaufschläge: Einigung in den Verhandlungen über EU-Vorleistungsentgelte macht den Weg endgültig frei. In: Pressemitteilung. Europäische Kommission, 1. Februar 2017, abgerufen am 30. Mai 2017.
28. ↑  BNetzA: Roaming-Regelungen in der Europäischen Union. Abgerufen am 9. März 2024.
29. ↑  Rundfunk und Telekom Regulierungs-GmbH (RTR): Liste jener Länder und Gebiete für die die EU-Roamingvorschriften gelten. 1. Dezember 2021, abgerufen am 16. Juni 2025.
30. ↑  Markus Weidner: So geht es mit dem Roaming in Großbritannien weiter. In: Teltarif. 9. Dezember 2021, abgerufen am 23. März 2022.
31. ↑  Alle Infos zu Roaming. Abgerufen am 23. März 2022.
32. ↑  Henning Gajek: Telekom, Vodafone & o2: SIM-Karten und Router für Flüchtlinge. In: Teltarif. 4. März 2022, abgerufen am 23. März 2022.
33. ↑  Verordnung (EG) Nr. 717/2007
34. ↑  Verordnung (EG) Nr. 544/2009
35. ↑  Verordnung (EU) Nr. 531/2012
36. ↑  Einigung in Brüssel: EU schafft Roaming-Gebühren ab – aber erst 2017. In: Spiegel Online. 30. Juni 2015, abgerufen am 8. Januar 2017.
37. ↑  Verordnung (EU) 2022/612, Artikel 9 bis 11
38. ↑  Beate Macura: Mehr Fälle von „Geisterroaming“. orf.at, 18. August 2018, abgerufen am 19. August 2018.